# 독일물리학회

로고

독일물리학회(독일어: Deutsche Physikalische Gesellschaft, DPG)는 물리학자들이 모인 가장 오래된 조직이다. 2022년 기준 DPG의 전 세계 회원 수는 52,220명으로 세계 최대 규모의 국립 물리학 학회 중 하나이다. DPG 회원 수는 2014년 63,000명으로 정점을 찍었지만 이후 감소세를 보이고 있다. DPG는 연례 회의(Jahretagung)와 여러 차례의 봄 회의(Frühjahrstagungen)를 개최하며, 이는 DPG의 특정 섹션의 주제 주제에 따라 다양한 장소에서 개최된다. DPG는 순수물리학 및 응용물리학 분야를 담당하며 독일 물리학자들 간의 연결을 촉진하고 회원과 외국 동료 간의 아이디어 교환을 촉진하는 것을 목표로 한다. DPG 내규는 조직과 그 구성원이 과학 작업의 자유, 관용, 진실성, 존엄성을 포함하여 과학적 무결성과 윤리를 유지하고 물리학 및 관련 과학 분야에서 성평등을 촉진할 것을 약속한다.

## 같이 보기
- 영국 물리학회
- 미국 물리학 협회